# Antônio Francisco Corrêa de Bittencourt
Antônio Francisco Corrêa de Bittencourt (Antonina, 14 de junho de 1834 – Curitiba, 8 de setembro de 1918) foi um comerciante e político brasileiro.

## Biografia
Corrêa Bittencourt nasceu na cidade litorânea de Antonina no ano de 1834. Seus pais foram Francisco Corrêa e d. Euphrásia de Jesus. Quando criança estudou em sua cidade natal e na adolescência mudou-se para a capital do estado, tornando-se ali, próspero comerciante.
Em 20 de novembro de 1866 casou-se com a filha do capitão Manuel Rodrigues Biscaia, Maria Francisca da Cruz Biscaia.
Foi camarista de Curitiba e eleito deputado provincial no biênio 1888 / 1889. Já em idade avançada, iniciou os estudos para medicina, porém, não há exatidão se concluiu o curso; o certo é que prestou relevantes serviços para a medicina, principalmente para a classe mais necessitada da população curitibana.
Antônio Francisco Corrêa de Bittencourt faleceu em Curitiba no dia 8 de setembro de 1918.